# Cap Matoopa
Cap Matoopa ist eine Halbinsel und ein Berg der Seychellen. Sie befindet sich am Südwestende der Hauptinsel Mahé.

## Geographie
Der Berg erreicht eine Höhe von mit 180 m. Der Berg ist bis auf eine schmale Landenge von der Hauptinsel getrennt. Im Westen bildet die Baie Ternay mit dem verlassenen Ort Cap Ternay den Einschnitt. Dort erstreckt sich der Baie Ternay Marine National Park. Dieser Einschnitt wird nach wenigen Hundert Metern im Osten durch die Bucht Anse Souillac fortgesetzt. Die Cap Ternay Road führt zu dem verlassenen Ort. Der Berg selbst ist von tropischem Regenwald bedeckt und gehört zum Morne-Seychellois-Nationalpark.